# Ally Sheedy
Ally Sheedy (Nueva York, 13 de junio de 1962) es una actriz estadounidense. Es conocida por sus actuaciones en The Breakfast Club y St. Elmo's Fire.

## Biografía

### Primeros años
Sheedy nació en Nueva York. Tiene dos hermanos, Patrick y Meghan. Su madre, Charlotte, era una escritora y agente de prensa relacionada con los movimientos de los derechos civiles y de las mujeres. Su padre, John J. Sheedy, Jr., era un publicista. La madre de Sheedy era judía y su padre era de ascendencia católica-irlandesa. Sus padres se divorciaron en 1971.
Asistió a la Columbia Grammar & Preparatory School en Nueva York, de donde se graduó en 1980. Sheedy había empezado a practicar danza con el American Ballet Theatre desde los seis años y planeaba dedicarse a la danza a tiempo completo. Sin embargo, lo abandonó para seguir una carrera como actriz. A los doce años, escribió un libro infantil, She Was Nice to Mice. El libro fue publicado por McGraw-Hill y se convirtió en un superventas. El 19 de junio de 1975, apareció en el programa televisivo To Tell the Truth.

### Carrera
Sheedy inició su carrera como actriz en producciones teatrales locales cuando era una adolescente. Después de aparecer en varios telefilmes en 1981, así como en tres episodios de la serie Hill Street Blues, realizó su debut cinematográfico en Bad Boys junto a Sean Penn. Durante los años 1980, Sheedy tuvo bastante actividad, apareciendo en películas como Juegos de guerra, The Breakfast Club, St. Elmo's Fire, Cortocircuito y Maid to Order.
Durante los años 1990, Sheddy apareció principalmente en telefilmes. También actuó en la película independiente High Art. En 1999, representó al personaje principal de Hedwig and the Angry Inch en una producción fuera de Broadway. Fue la primera mujer en interpretar al transexual alemán "Hedwig". Sin embargo, Sheedy se retiró de la producción luego de varias críticas negativas.
En 2003, participó como invitada especial en el episodio "Playing God" de The Dead Zone junto a Anthony Michael Hall. Sheedy también actuó en el episodio "Leapin' Lizards" de CSI: Crime Scene Investigation. El 3 de marzo de 2008, se unió al elenco de la serie de ABC Family Kyle XY.

### Vida personal
Sheedy estaba casada con el actor David Lansbury. La pareja tuvo un hijo, Beckett, quien es transgénero. Sheedy ha declarado que aprendió mucho de su transición. Sin embargo, en mayo de 2008, Sheedy presentó una demanda de divorcio.

## Filmografía
- Little Sister (2016)
- Client Seduction (2014, telefilme)
- Sins of Our Youth (2014)
- Fugly! (2011)
- Welcome to the Rileys (2010)
- Ten Stories Tall (2010)
- Life During Wartime (2009)
- Citizen Jane (2009, telefilme)
- Psych (2009, serie de TV)
- Harold (2008)
- Kyle XY (2008, serie de TV)
- The Junior Defenders (2007)
- Day Zero (2007)
- Shelter Island (2003)
- I'll Take You There (1999)
- High Art (1998)
- Buried Alive II (1997)
- Amnesia (1996)
- Man's Best Friend (1993)
- Home Alone 2: Lost in New York (1992, cameo)
- Only the Lonely (1991)
- Betsy's Wedding (1990)
- Fear (1990)
- Heart of Dixie (1989)
- Short Circuit 2 (1988)
- Maid to Order (1987)
- Blue City (1986)
- Cortocircuito (1986)
- The Breakfast Club (1985)
- St. Elmo's Fire (1985)
- Twice in a Lifetime (1985)
- Oxford Blues (1984)
- Deadly Lessons (1983, telefilme)
- Bad Boys (1983)
- Juegos de guerra (1983)
- The Best Little Girl in the World (1981, telefilme)